# Nachtwächterstaat
Nachtwächterstaat oder Minimalstaat bezeichnet einen Staat, der sich am Prinzip des Laissez-faire orientiert und sich auf den Schutz des Privateigentums und die Aufrechterhaltung der öffentlichen Sicherheit und Ordnung beschränkt. Ferdinand Lassalle prägte diesen Begriff – in Anspielung auf die Aufgabe eines Nachtwächters – im Jahr 1862 in einer Rede in Berlin. Die Massenverelendung im 19. Jahrhundert begründete die Soziale Frage. Der Nachtwächterstaat wurde Ende des 19. Jahrhunderts vom Sozialstaat abgelöst. Der Nachtwächterstaat wird von Minarchisten befürwortet. Bei dem Minarchismus handelt es sich um eine Strömung des Libertarismus. In der heutigen politischen Diskussion wird bisweilen das Schlagwort small government den Begriffen Nachtwächterstaat bzw. Minimalstaat vorgezogen.

## Begriffsentstehung
Im 19. Jahrhundert dominierte das Leitbild des Laissez-faire die wirtschaftswissenschaftlichen Debatten. Die Idee beziehungsweise Ideologie des Laissez-faire geht von einer natürlichen Ordnung aus, in der die eigennützigen und individualistischen Handlungsweisen der Individuen durch die „Unsichtbare Hand“ zu einem bestmöglichen Ergebnis koordiniert werden. Daraus ergab sich die Forderung an den Staat, sich aus dem Wirtschaftsleben weitestgehend herauszuhalten, diese Vorstellung verspottete Lasalle als Nachtwächterstaat. Er benutzte den Ausdruck als „Kampfbegriff gegen das liberale Staats- und Gesellschaftskonzept“. Er bezeichnet (in seinem „Arbeiterprogramm“ im Jahre 1862) mit der „Nachtwächteridee“ das Bild vom Staat, das sich (nicht nur) Liberale machen und richtet sich damit spöttisch gegen den zeitgenössischen Manchesterliberalismus. „Manchestertum“ ist ebenfalls ein spöttischer Ausdruck, der von Ferdinand Lassalle bzw. Benjamin Disraeli stammt.

## Historische Einordnung
Bis in das 19. Jahrhundert hinein dominierte das Leitbild des Laissez-faire die wirtschaftspolitische Debatte. Zudem hinderte das vorherrschende wirtschaftsliberale Staatsverständnis den Staat bis in die 1880er Jahre daran, die Soziale Frage konsequent zu lösen. Um sein eigenes Wohlergehen sollte sich jeder Bürger selbst kümmern. Im 19. Jahrhundert milderten zwar die Industrialisierung und die Fortschritte der Agrarchemie die durch das enorme Bevölkerungswachstum entstandenen Beschäftigungs- und Ernährungsprobleme, die Soziale Frage wandelte sich aber nur; es entstand das Problem unmenschlicher Lebens- und Arbeitsbedingungen der Industriearbeiter. Durch Krankheit, Invalidität, Arbeitslosigkeit oder Alter bedingte Lohnausfälle führten zu sozialer Not, da es keinen Sozialstaat gab. Ein weiteres Problem war die verbreitete Kinderarbeit. Dieser liberale Nachtwächterstaat ging erst mit der bismarckschen Sozialgesetzgebung erste zögerliche Schritte in Richtung Sozialstaat, da die Verelendung der Massen die Notwendigkeit sozialstaatlicher Regelungen sichtbar machte. Politiker wie Bismarck und Firmenchefs wie Krupp sorgten einerseits für eine Verbesserung der Arbeits- und Sozialbedingungen, behinderten aber andererseits z. B. mittels der Sozialistengesetze die gewerkschaftliche Organisation der Beschäftigten und deren politische Betätigung.
Die Situation änderte sich, als 1890 die Sozialistengesetze ausliefen und die Gewerkschaften 1892 auf dem Halberstädter Kongress einer syndikalistischen Revolutionspolitik eine Absage erteilten. Es kam zu einer positiven langfristigen Entwicklung der Lohnquote, die von 43,1 % im Jahr 1870 auf 60,2 % im Jahr 1930 anwuchs.
Einen Nachtwächterstaat in dem Sinne, dass der Staat über den Laissez-faire-Liberalismus hinaus auch die politische Freiheit der Bürger nicht beschränkt hätte, hat es im 19. Jahrhundert hingegen nach vielfacher Auffassung nicht gegeben. Nach Frank Deppe habe es den „liberalen Nachtwächterstaat“ in England und Deutschland nur auf dem Papier liberaler Staatsschriften und in Parlamentsreden gegeben, aber nie in der Wirklichkeit. Der liberale Staat war keineswegs jener tolerante und zurückhaltende „Nachtwächterstaat“, in gewissen Grenzen bestand zwar rechtlich politische Freiheit, faktisch fehlte sie jedoch.

## Lassalles Staatsvorstellung
Dazu stellt sich Lassalles politischer Hintergrund wie folgt dar: Lassalle strebte eine Wirtschaftsordnung an, in der die Entstehung von „leistungslosem Einkommen“ verhindert wird. Lassalle forderte zur Verbesserung der wirtschaftlichen Lage der Arbeiter, dass der Staat, statt passiv zu bleiben, die Selbsthilfeeinrichtungen der Arbeiter wie zum Beispiel Produktionsgenossenschaften durch Kapitalgewährung unterstützt. Dies werde aber erst geschehen, wenn die Arbeiter angemessen im Parlament vertreten werden (siehe Dreiklassenwahlrecht). Mit seinem „Arbeiterprogramm“, vorgetragen am 12. April 1862, setzt er den „vierten Stand“ (den Arbeiterstand) dem ganzen Menschengeschlecht gleich, da jeder Arbeiter sei, der den Willen habe, in irgendeiner Weise der menschlichen Gesellschaft nützlich zu sein. Dabei setzte er die „sittliche Idee des Arbeiterstandes“, nämlich Solidarität, Gemeinsamkeit und Gegenseitigkeit dem „Nachtwächterstaat“ der „Bourgeoisie“ gegenüber. Er begründete dies wie folgt:

„Die Geschichte ist ein Kampf mit der Natur; mit dem Elend, der Unwissenheit, der Armut, der Machtlosigkeit und somit der Unfreiheit aller Art, in der wir uns befanden, als das Menschengeschlecht im Anfang der Geschichte auftrat. Die fortschreitende Besiegung der Machtlosigkeit – das ist die Entwicklung der Freiheit, welche die Geschichte darstellt. In diesem Kampf würden wir niemals einen Schritt vorwärts gemacht haben oder jemals weiter machen, wenn wir ihn als einzelne jeder für sich, jeder allein, geführt hätten oder führen wollten. Der Staat ist es, welcher die Funktion hat, diese Entwicklung der Freiheit, diese Entwicklung des Menschengeschlechts zur Freiheit zu vollbringen.“

Lassalles Staatsverständnis war der liberalen Staatsnegation diametral entgegengesetzt. Der liberale „Nachtwächterstaat“ sei unsittlich, da er vom „falschen Prinzip“ der Gleichheit aller Menschen und Bürger ausgehend nur negative Funktionen erfülle. Der Glaube Lassalles an den deutschen Staat und dessen zukünftige sittliche Aufgabe zeigte sich auch in einer Episode: Als ein Fortschrittler Lassalle vorhielt, dass er mit seiner Sozialpolitik dem Staat Unmögliches zumute, erwiderte dieser: „Was wollen Sie? Der Staat ist Gott!“

## Rezeption der Bezeichnung
Ludwig von Mises kommentierte Lassalles Formulierungen gegen eng begrenzte Staatstätigkeit unter anderem mit der Bemerkung:

„Doch es ist nicht einzusehen, warum der Nachtwächterstaat lächerlicher oder schlechter sein sollte als der Staat, der sich mit der Sauerkrautzurichtung, mit der Fabrikation von Hosenknöpfen oder mit der Herausgabe von Zeitungen befaßt.“

Nach Ansicht von Mises seien die Ideen Lassalles nur deshalb so erfolgreich gewesen, weil die Deutschen damals noch in Erinnerung des Absolutismus waren und unter dem Einfluss der Hegelschen Philosophie gestanden hätten, die den Staat zu einem göttlichen Wesen erhoben habe. Insofern hätte man es als Blasphemie ansehen müssen, wenn jemand die Aufgaben des Staates auf den Nachtwächterdienst beschränken wollte.
Robert Nozick stellte fest, dass selbst der Nachtwächterstaat des klassischen Liberalismus, der sich ausschließlich auf den Schutz gegen Gewalt, Diebstahl und Betrug sowie den Schutz des Eigentums beschränkt, insoweit einen Umverteilungseffekt zu haben scheint, als er Menschen zwingt für den Schutz anderer zu bezahlen.